# إقليم مينيسوتا

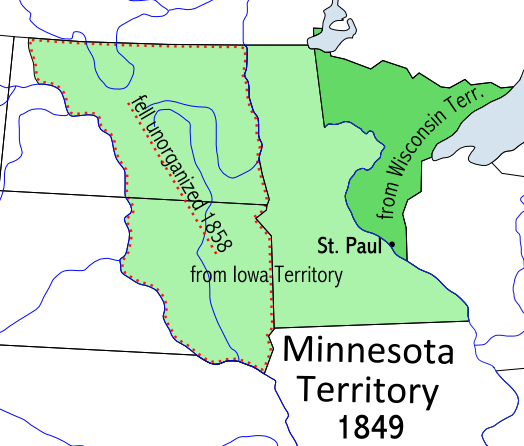
إقليم مينيسوتا

إقليم مينيسوتا كانت أرض منظمة أدمجت بالولايات المتحدة، وكان الإقليم موجوداً من 3 مارس 1849 حتى تاريخ 11 مايو 1858، عندما تم ضم الجزء الشرقي من الإقليم إلى الاتحاد باسم ولاية مينيسوتا.

## التاريخ
حدود إقليم مينيسوتا، كما اقتطعت من إقليم أيوا، شملت منطقة مينيسوتا الحالية ومعظم ما أصبح لاحقا داكوتا إقليم شرق نهر ميزوري. ويشمل إقليم مينيسوتا أيضا أجزاء من إقليم وسكونسن لم تصبح جزءاً من وسكونسن، وتقع بين نهر المسيسبي ويسكونسن، بما في ذلك منطقة رأس السهم.
وفي الوقت تشكيلها، تضمنت أراضي ثلاث مدن: سانت بول، وسانت أنتوني (وهي الآن جزء من منيابولس)، وستيلووتر. تم تقسيم المؤسسات الإقليمية الكبرى بين الثلاثة: فكانت سانت بول العاصمة؛ واختيرت منيابولس كموقع لجامعة مينيسوتا. واختيرت ستيلووتر كموقع لسجن مينيسوتا الإقليمي.